# Club Atlético River Plate 1964
Questa voce raccoglie le informazioni riguardanti il Club Atlético River Plate nelle competizioni ufficiali della stagione 1964.

## Stagione
Cesarini rimpiazzò José Minella, chiamato a guidare la Nazionale di calcio argentina; il campionato vide il club ottenere discreti risultati, con una nota negativa: con la vittoria nel Superclásico, i rivali del Boca Juniors si aggiudicarono il torneo alla ventinovesima giornata.

## Maglie e sponsor
| Casa | Trasferta |

## Rosa
| N. |                      | Ruolo | Calciatore         |
| -- | -------------------- | ----- | ------------------ |
|    | Argentina (bandiera) | P     | Amadeo Carrizo     |
|    | Argentina (bandiera) | P     | Hugo Gatti         |
|    | Argentina (bandiera) | D     | Mario Bonczuk      |
|    | Argentina (bandiera) | D     | Roque Ditro        |
|    | Argentina (bandiera) | D     | Marcelo Etchegaray |
|    | Argentina (bandiera) | D     | Eduardo Grispo     |
|    | Argentina (bandiera) | D     | Alfredo Mackeprang |
|    | Uruguay (bandiera)   | D     | Roberto Matosas    |
|    | Argentina (bandiera) | D     | José Ramos Delgado |
|    | Argentina (bandiera) | D     | Alberto Sainz      |
|    | Uruguay (bandiera)   | D     | Horacio Troche     |
|    | Argentina (bandiera) | D     | José Varacka       |
|    | Argentina (bandiera) | C     | Vladislao Cap      |

| N. |                      | Ruolo | Calciatore                 |
| -- | -------------------- | ----- | -------------------------- |
|    | Argentina (bandiera) | C     | Enrique Santiago Fernández |
|    | Argentina (bandiera) | C     | Ermindo Onega              |
|    | Argentina (bandiera) | C     | Pedro Ornad                |
|    | Argentina (bandiera) | C     | Martín Pando               |
|    | Cile (bandiera)      | C     | Eladio Rojas               |
|    | Argentina (bandiera) | C     | Juan Carlos Sarnari        |
|    | Argentina (bandiera) | C     | Héctor Siles               |
|    | Argentina (bandiera) | C     | Jorge Solari               |
|    | Argentina (bandiera) | A     | Luis Artime                |
|    | Uruguay (bandiera)   | A     | Luis Cubilla               |
|    | Brasile (bandiera)   | A     | Delém                      |
|    | Argentina (bandiera) | A     | Juan Carlos Lallana        |
|    | Argentina (bandiera) | A     | Oscar Más                  |

## Statistiche

### Statistiche di squadra
| Competizione | Punti | Totale | Totale | Totale | Totale | Totale | Totale | DR  |
| Competizione | Punti | G      | V      | N      | P      | Gf     | Gs     | DR  |
| ------------ | ----- | ------ | ------ | ------ | ------ | ------ | ------ | --- |
| PD           | 37    | 30     | 13     | 11     | 6      | 42     | 30     | +12 |
| Totale       | -     |        |        |        |        |        |        | -   |